# Renato Foresti
Renato Foresti (Napoli, 28 aprile 1900 – Firenze, 27 settembre 1973) è stato un pittore e dirigente d'azienda italiano.
Fin da piccolo dimostrò una forte vocazione artistica. Tuttavia la sua famiglia lo aveva prematuramente indirizzato a studi che lo avrebbero successivamente portato ad una laurea in ingegneria e così al ritorno dalla prima guerra mondiale, alla quale appena diciassettenne aveva partecipato da volontario, si iscrisse alla Regia Scuola di Ingegneria. Però contemporaneamente frequentò corsi serali dell’Accademia di Belle Arti di Napoli, nonché lo studio di Giambattista De Curtis e poi quello di Alfredo Mahieux, suo lontano parente, ed espose per la prima volta a Napoli nel 1920 alla Mostra Nazionale dei Grigio Verdi che raccolse le opere degli artisti reduci dalla Prima Guerra Mondiale.
Dopo la laurea fu assunto dalla Romana Gas, e nel 1943 fu trasferito a Firenze come Direttore Tecnico della Toscana Gas.

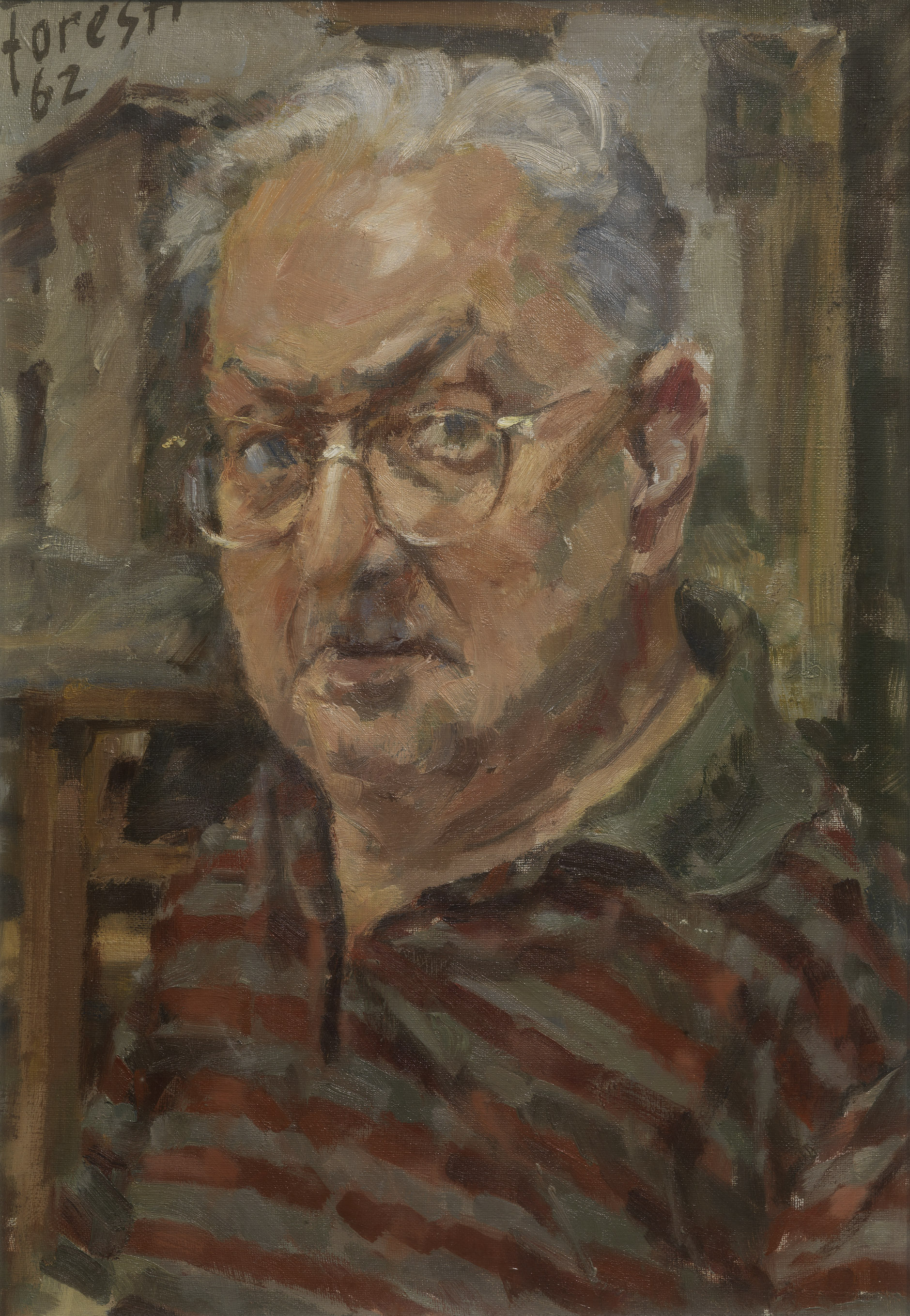
Renato Foresti, autoritratto, 1962 Collezione degli Autoritratti delle Gallerie degli Uffizi

La sua prima mostra personale fu tenuta a Firenze nel 1950 alla casa di Dante sul tema “L’Industria nella pittura”.
Oltre ai temi sull'uomo e le macchine, eseguì nature morte, vari autoritratti e ritratti (molti dei quali su commissione) nei quali in pochi tratti riusciva a cogliere le caratteristiche peculiari, e addirittura il carattere delle persone, specialmente nei ritratti femminili. 
Renato Foresti “vedeva” sulla tela ancora vergine l’opera già finita e di conseguenza non aveva necessità di tracciare un disegno preventivo. Semplicemente impugnava la tavolozza e dopo pochissime pennellate già cominciava ad emergere il quadro nella sua forma definitiva.
I disegni parlano da sé nella loro immediatezza. Di nuovo la capacità di “vedere” il soggetto sulla carta ancora bianca gli permetteva di coglierlo con poche linee leggere o, al contrario, utilizzando una sua personalissima tecnica di chiaroscuro, gli permetteva di tracciare con la penna stilografica quelli che inizialmente sembravano scarabocchi ma che poi si trasformavano in disegni finiti di grande rilievo. 
Ancora alla Casa di Dante tenne una seconda mostra nel 1953, ed alla Saletta del Disegno “La Torre” tenne una mostra di disegni nel 1955. Poi nel 1958 espose, su invito del presidente Giovanni Colacicchi, all’Accademia delle Arti del Disegno. Di pari passo partecipò a numerose mostre collettive.
La sua voglia di esprimersi non si esauriva nella pittura, ma anche attraverso gli scritti. Anche in questo caso in duplice veste. Accanto ad articoli prettamente tecnici riguardanti l’industria di produzione del gas pubblicati su riviste specializzate, rimangono molti articoli, sempre di carattere tecnico ma più divulgativi, pubblicati sul Bollettino degli Ingegneri di cui per un periodo è stato Direttore. Da segnalare un articolo riguardante la percezione del colore che coniuga le conoscenze scientifiche con quelle artistiche. Ed ancora, di carattere più letterario, rimangono una quarantina di brevi novelle, una raccolta delle quali è stata pubblicata nel 2019: era una buona penna e soprattutto negli scritti di carattere autobiografico riusciva a rendere vivo il mondo ormai scomparso della sua giovinezza.
Renato Foresti ha attivamente frequentato gli ambienti artistici fiorentini fino a quando la sua salute glielo ha permesso. Purtroppo già a 53 anni era stato colpito da un primo infarto che aveva segnato l’inizio di una patologia cardiaca che si sarebbe progressivamente aggravata fino ad essere definitivamente compromessa da un infarto molto grave nel 1961 e, psicologicamente, dalla morte improvvisa della moglie Giannina Fabi avvenuta nel 1963. Da questo momento cominciò a defilarsi e, sebbene abbia continuato a dipingere fino alla fine partecipando a diverse mostre collettive, non si è più sentito di allestire altre mostre personali. Alla sua morte, i figli gli hanno dedicato una mostra postuma e nel 2019 la sua opera è stata oggetto di una retrospettiva tenuta sotto l’egida dell’Accademia delle Arti del Disegno di Firenze.  
Nonostante tutto, la sua produzione artistica è stata abbondante ed oggi sue opere si trovano presso importanti Società ed in collezioni private ed alcune riproduzioni sono state pubblicate in riviste letterarie ed artistiche italiane ed estere. Nel 1959 il Comune di Firenze acquistò un suo quadro raffigurante il pittore Piero Bernardini per destinarlo alla Galleria d’Arte Moderna di Palazzo Pitti.
Nel 2019 il suo quadro "Lavoro al trapano" è stato acquisito dall'Accademia delle Arti del Disegno, e due quadri ("Scuola di pittura" e "Autoritratto '63") sono stati acquisiti dalle Gallerie degli Uffizi.
Mostre personali
- Roma, Galleria delle Terme, 1943
- Firenze, Casa di Dante, 1950
- Firenze, Casa di Dante, 1953
- Firenze, Saletta del disegno “La Torre”, 1955
- Firenze, Accademia delle Arti e del Disegno, 1958 (su invito)
- Firenze, Galleria Spinetti Firenze, 1973 (Mostra postuma inaugurata da Piero Bargellini)
- Firenze, Accademia delle Arti e del Disegno,maggio 2019

Principali mostre collettive
- Mostra Regionale di Roma del 1942
- Mostra di Palazzo Strozzi – Firenze 1946
- Mostra Premio Firenze, 1947
- Mostra di Mezzo Secolo di Arte Toscana – Palazzo Strozzi 1951
- Mostra Nazionale di Trieste, 1952
- Mostra Internazionale della Fonderia, Firenze 1954
- Mostra di Lucca, 1954
- Mostra dell’Arno (Compagnia del Paiolo), Firenze 1955
- Mostra di Viareggio 1956
- Mostra di Livorno 1957
- Mostra di Vallombrosa 1958
- Mostra di Fiesole 1959
- Mostra Regionale Toscana, 1959
- Mostra Masaccio (San Giovanni Valdarno), 1962
- Mostra di Piazza Donatello (9 mostre dal 1951 al 1963)
- Mostra del Ritratto Contemporaneo, Firenze (7 mostre dal 1953 al 1962)
- Mostra internazionale della Caccia (2 mostre: 1960, 1964)
- Mostra di Massa (2 mostre: 1951, 1965)

### Principali recensioni di mostre personali pubblicate su giornali contemporanei
- Ubaldo Baldini, Pomeriggio, 20 gennaio 1950
- L. L. - L’Avvenire d’Italia, 26 gennaio 1950
- Gianna Basevi, La Nazione Italiana, 1 febbraio 1950
- Oscar Gallo, L’Unità, 24 gennaio 1950
- Vieri Torelli, Corriere degli Artisti, 15 novembre 1950
- Alessandro Parronchi, La Nazione Italiana, 31 marzo 1953
- Oscar Gallo, L’Unità di Firenze, 8 aprile 1953
- Paolo Emilio Poesio, Nazione Sera, 24 aprile 1958
- Giovanni Colacicchi - La Nazione Italiana, 30 aprile 1958